# مشتركة يابانية
مشتركة يابانية (الاسم العلمي: Hamamelis japonica)، نوع نبات مُزهر من فصيلة المشتركات، موطنها اليابان ولكنها تُزرع على نطاق واسع في المناطق المعتدلة في أماكن أخرى من العالم.هي شجيرة أو شجرة صغيرة نفضية أفقية الأنتشار، تتميز بأزهارها الصفراء العطرة قليلاً التي تكسو أغصانها العارية في معمعان الشتاء حتى أوائل الربيع (عادةً في يناير وفبراير). تعقبها الأوراق الخضراء، وفي الأماكن المُلائمة تتحول إلى اللون الأصفر قبل أن تتساقط في الخريف.
المشتركة اليابانية هي أحد لأصلين لمشتركة × متوسطة الهجينة، وهي شجيرة حديقة شائعة للغاية وحائزة على جوائز، والأصل الآخر هو مشتركة رخوة.

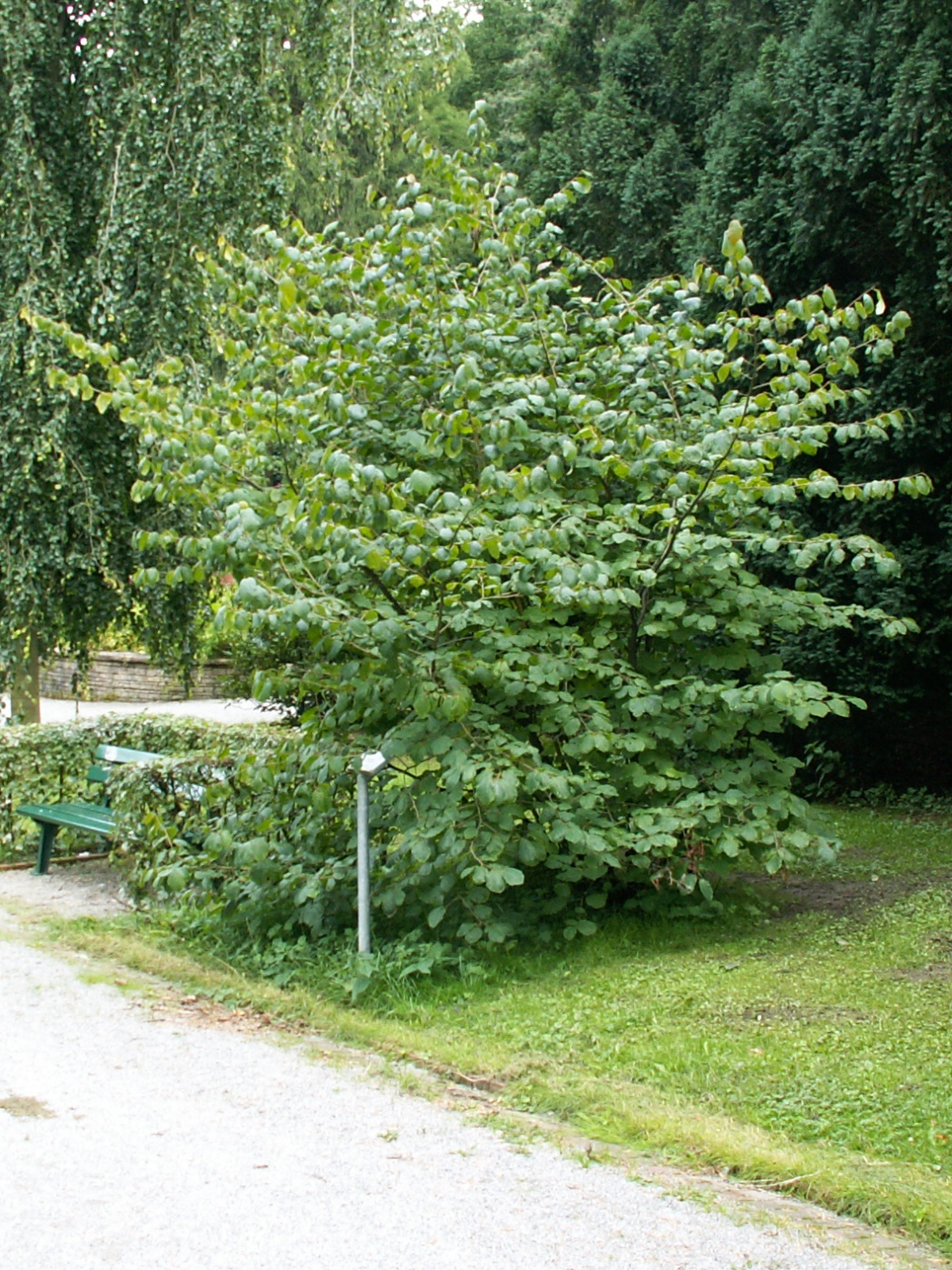
شجيرة في الصيف